# إيموري سبير
إيموري سبير (بالإنجليزية: Emory Speer)‏ (و. 1848 – 1918 م) هو سياسي، ومحام، وقاض من الولايات المتحدة الأمريكية .
وهو عضو في الحزب الديمقراطي الأمريكي .

## التعليم
تعلم في جامعة جورجيا.